# Autophila tetrastigma
Autophila tetrastigma là một loài bướm đêm trong họ Erebidae.